# イボンヌ・レイズ
イボンヌ・レイズ（Yvonne Reis、1966年5月26日 - ）は、アメリカ合衆国・マサチューセッツ州マールボロ出身の女子プロボクサーである。スタイルはサウスポー。

## 来歴
アマチュア時代、2002年の世界選手権で銀メダルを獲得。
2002年12月21日、フロリダ州でプロデビュー。
2003年6月13日、ニッキー・エプリオン相手に3戦目で早くも初黒星。
その後1勝1分けを挟み、2004年1月30日、レティシア・ロビンソンが持つIWBF世界ミドル級王座に挑戦するが、判定負け。
連敗中ながら、2004年12月11日、ナターシャ・ラゴシーナとWIBFインターコンチネンタルスーパーミドル級王座を懸けて争うが、10RTKO負け。次戦のノンタイトルも敗れる。
2005年5月27日、チンバリー・ハリスに2-0判定勝ちを収め、連敗を6で止めた。3か月後の再戦も2-0判定勝利。
2005年10月19日、WBC女子世界スーパーライト級王者メアリー・ジョー・サンダースとノンタイトルで対戦。しかしフルマークで敗れる。
2006年1月27日、アンジェリカ・マルティネスとWIBAインターコンチネンタルウェルター級王座を争い、判定負け。
2006年4月1日、コンジェスティナ・アチエンとWBC女子世界ミドル級初代王座を争い、僅差判定（1人の副審がアチエンにフルマークを付けた）で念願の世界王座獲得。
12月2日、ロビンソンとWIBA世界ミドル王座を懸けて再戦するも、0-2の判定負け。
2007年3月24日、2階級制覇を懸けてジゼール・サランディとWBC・WBA・IWBF等統一スーパーウェルター級タイトルマッチに挑むが、大差で敗れる。
2008年8月29日、アデリータ・アイリザリーに敗れ、この試合を最後に引退。
2009年、総合格闘技マネージャーに転向。
9月26日、ハンナ・ガブリエル相手にボクシング復帰も判定負け。

## 戦績
- 23戦7勝15敗1分け

## 獲得タイトル
- WBC女子世界ミドル級